# Особняк Л. Я. Гельтищевой
Особняк Л. Я. Гельтищевой — здание в центре Москвы (Средний Овчинниковский пер., д. 8, стр. 1). Построено в 1904 году архитектором Ф. Ф. Воскресенским в стиле модерн. Имеет статус объекта культурного наследия федерального значения.

## История
В 1834 году «купеческий сын» Стебнев выстроил в Среднем Овчинниковском переулке двухэтажный каменный дом.
В середине XIX века в особняке поселился мещанин Яков Фёдорович Тихонов вместе со своей семьёй — второй женой Анной Парамоновной Тихоновой и детьми. При доме он открыл небольшой завод по производству лака. Владельцем здания в это время значится некий Степанов.
В 1858 году Тихонов стал купцом второй гильдии, о чём свидетельствует запись в книге «Материалы для истории Московского купечества», т.9, ревизия X. Также в той записи перечисляются дети Якова Фёдоровича, но Лидии Яковлевны, последней хозяйки особняка, среди них ещё нет.
Не позднее 1863 года Яков Фёдорович выкупил особняк, и до революции он и завод при доме принадлежали членам семьи Тихонова.
В 1878 году Яков Фёдорович умер, и особняк вместе с лаковым заводом и москательной лавкой перешёл к его вдове Анне Парамоновне Тихоновой.
В конце 1870-х младшая дочь Тихоновых Лидия Яковлевна (1858—1941) вышла замуж за Ивана Егоровича Гельтищева (1854—1918), который стал управляющим лавки Тихоновых и поселился в их доме.
В 1888 году Анна Парамоновна реорганизовала доставшееся от мужа предприятие, так появился Торговый дом «Анна Тихонова и Ко». Его учредителем стала сама Анна Парамоновна, а вкладчиком — Иван Егорович Гельтищев.
В 1903 году Анна Парамоновна умерла, и особняк перешёл к её младшей дочери Лидии Яковлевне Гельтищевой, а Торговый дом «Анна Тихонова и Ко» — к обоим супругам, и они превратили его в торгово-фабричное товарищество «Анна Тихонова и Ко», позднее название было заменено на «Преемник Торгового дома А. Тихоновой и Ко, И. Е. Гельтищев и Ко». Учредителем стал Иван Егорович, вкладчиком — его жена Лидия Яковлевна.
Получив наследство, Лидия Яковлевна заказала у Ф. Ф. Воскресенского перестройку особняка, в том числе попросив изобразить на фасаде вензеля владельцев дома — Лидии и Ивана Гельтищевых. Бывший дом Стебнева стал его средней частью, по бокам были сделаны пристройки.
После Октябрьской революции особняк национализировали, Лидию Яковлевну выслали в Волоколамск, где она жила до своей кончины.
Похоронены супруги Гельтищевы на Калитниковском кладбище.

## Архитектура
Особняк Лидии Яковлевны Гельтищевой является одним из ярких образцов московского модерна. В оформлении широко использованы растительные мотивы. Фасад небольшого здания покрыт бирюзовой глазурованной плиткой. В обрамлениях окон содержится множество лепных декоративных деталей (листья и цветы репейника). Ниша парадного входа оформлена колоннами тосканского ордера. На крыше — слуховые окна необычных форм. На аттике установлено несколько тумб с шарами, а также декоративный факел на подставке.
В центре главного фасада — двухчастное «итальянское» окно, состоящее из двух полуциркульных окошек, объединённых арочной нишей. Над этим окном на аттике помещено мозаичное панно, где на золотом фоне изображены орхидеи. На фасаде можно заметить и вензель владелицы особняка Лидии Яковлевны Гельтищевой и её супруга Ивана Егоровича Гельтищева. Окна полуподвального этажа закрыты коваными решётками с цветами ириса. Интерьер здания сохранился в почти неизменном виде, он оформлен с использованием керамики, металлических деталей и лепнины.